# Alexandre I de Geòrgia
Alexandre I (ალექსანდრე I დიდი) anomenat el gran, fou rei de Geòrgia del 1412 al 1442. Va néixer el 1389, i era el fill gran de Constantí I y de Natàlia, filla de Kutzna II Khurtsidze, gran xambelà. Associat al tron el 1408.
Va succeir al seu pare Constantí que havia mort en lluita contra els turcmanes (7 de desembre de 1412). Va ser coronat el 1412 i va haver de seguir lluitant contra aquestes tribus.
Es va casar el 1410 amb Dulandukht, filla de Beshkén II Orbeliani, rei de Siunia, i senyor de Lorí Després es va casar (1419) amb Tamara (+1455) filla d'Alexandre I de Chorapan i Imerècia
El 1416 ja no hi va haver incursions i va començar a reconstruir el país arruïnat des de les invasions de Tamerlan (1399-1403) i les subsegüents dels turcmanes (1406-1415)
Pocs anys després va recuperar l'Imerétia.
El 1431 va conquerir Loré i la seva plana expulsant als turcmanes, i donà les terres a aznauris. Del 1434 al 1435 va conquerir la Sivnièthia (Siunia)
Mentrestant afavorí la vinguda de refugiats armenis, ajuda a reconstruir les esglésies, i va castigar durament als mthavaris desobedients (els Dadiani, els Shirvashidze i l'atabek de Samtskhé) i col·locà al seu lloc als seus propis fills (Vakhtang, Demetri i Jordi), solució poc adient perquè els seus fills no l'obeïren del tot i es titularen reis ja abans la mort del seu pare.
Aquests i d'altres conflictes a la casa reial, el van fer abdicar el 1442 en els seus fills Vakhtang IV i Jordi VIII, retirant-se a un monestir on va exercir de monjo sota el nom de Afanassi. El va succeir el seu fill Vakhtang IV. Alexandre ja havia mort el 7 de març de 1446